# Tranh chấp quần đảo Senkaku
Tranh chấp quần đảo Senkaku là vấn đề tranh chấp giữa 3 quốc gia và vùng lãnh thổ trên một nhóm đảo không có người ở, do Nhật Bản quản lý, mà người Nhật gọi là quần đảo Senkaku, trong khi đó CHND Trung Hoa gọi là Diàoyúdǎo (Hán-Việt: Điếu Ngư) và Trung Hoa Dân Quốc gọi là Diàoyútái (Hán-Việt: Điếu Ngư Đài).
Quần đảo Senkaku bị Mỹ chiếm đóng từ năm 1945 đến 1972, Nhật Bản và Trung Quốc thể hiện quan điểm của mình về chủ quyền của quần đảo lên Hội đồng Bảo an Liên Hợp Quốc ngày 20 tháng 5 năm 1972 nhằm tìm kiếm sự tiếp quản quần đảo từ Hoa Kỳ. Sở hữu những hòn đảo trên sẽ mang đến cho quốc gia của họ những quyền lợi về khai thác dầu khí, khoáng sản và đánh bắt cá ở các vùng biển xung quanh. Các hòn đảo thuộc quần đảo đều có ý nghĩa trong Hiệp ước An ninh Mỹ - Nhật và quân đội Hoa Kỳ thể theo hiệp ước sẽ bảo vệ những hòn đảo trên nếu có sự xâm lược.

## Quần đảo
Quần đảo Senkaku nằm trong biển Hoa Đông giữa Nhật Bản - CHND Trung Hoa và Trung Hoa Dân quốc (Đài Loan). Quần đảo gồm có 5 đảo không có người ở và 3 bãi đá trơ giữa biển, kích thước từ 800 m² đến 4,32 km².

## Lãnh thổ tranh chấp
Dưới thời Minh Trị Duy tân, chính phủ Nhật Bản chính thức sáp nhập những gì thuộc Vương quốc Lưu Cầu vào tỉnh Okinawa vào năm 1879. Quần đảo Senkaku, nằm giữa Vương quốc Lưu Cầu và đế chế nhà Thanh, đã trở thành ranh giới giữa Trung Quốc và Nhật Bản ở thời điểm đó.
Năm 1885, thống đốc tỉnh Okinawa, Nhật Bản – Nishimura Sutezo đã đưa kiến nghị lên chính phủ Minh Trị, yêu cầu chính thức kiểm soát quần đảo. Tuy nhiên, Bộ trưởng Ngoại giao Nhật Bản lúc bấy giờ là Inoue Kaoru nhận xét rằng những hòn đảo nằm gần khu vực biên giới với đế chế nhà Thanh và cho biết rằng quần đảo đã được đặt tên Trung Quốc. Ông cũng trích dẫn một bài báo trên một tờ báo Trung Quốc trước đó đã tuyên bố rằng Nhật Bản đang chiếm đóng hòn đảo ngoài khơi bờ biển của Trung Quốc. Inoue lo ngại rằng nếu Nhật Bản tiến hành dựng lên cột mốc chủ quyền trên quần đảo nó sẽ làm cho đế chế nhà Thanh nổi giận và chiến tranh có thể xảy ra.
Ngày 14 tháng 1 năm 1895, trong cuộc chiến tranh Thanh-Nhật, Đế quốc Nhật Bản đã tiến hành sáp nhập quần đảo Senkaku vào lãnh thổ tỉnh Okinawa, và tuyên bố rằng họ đã tiến hành điều tra 1884, quần đảo thuộc dạng "đất vô chủ" và không có bằng chứng là quần đảo được kiểm soát bởi nhà Thanh.
Sau khi nhà Thanh thất bại trong cuộc chiến tranh Trung - Nhật lần thứ nhất, triều đình của Từ Hi Thái hậu buộc phải ký kết với Nhật Bản hiệp ước Shimonoseki trong tháng 4 năm 1895. Trong đó có điều ước rằng, nhà Thanh phải nhượng lại cho Nhật Bản đảo Đài Loan và các đảo, quần đảo lân cận và có liên quan.
Tuy nhiên hiệp ước đã bị vô hiệu hóa sau khi Đế quốc Nhật Bản thất bại trong chiến tranh thế giới thứ hai vào 1945, và Nhật buộc phải ký với các nước Đồng Minh hiệp ước San Francisco năm 1951. Văn kiện này đã vô hiệu hóa các điều ước quốc tế của Nhật Bản được ký kết trước kia. Từ sau khi Nhật thất bại trong chiến tranh thế giới lần thứ hai việc tranh chấp quần đảo Senkaku bắt đầu được đưa lên bàn hội nghị và những cuộc khẩu chiến qua kênh ngoại giao diễn ra kịch liệt sau khi Hoa Kỳ chấm dứt việc chiếm đóng quần đảo Okinawa và Senkaku ngày 15 tháng 5 năm 1972.

## Lập luận chủ quyền của CHND Trung Hoa và Trung Hoa Dân quốc
Hai chính phủ này cho rằng việc tranh chấp quần đảo Điếu Ngư là một hệ quả tiếp sau của việc Nhật Bản xâm lược Trung Quốc trong quá khứ. 
1. Họ cho rằng quần đảo Điếu Ngư/Senkaku là tiền đồn của Trung Quốc từ thời nhà Minh - Thanh (1368-1911) dùng để tiễu trừ cướp biển Nhật Bản. Một tấm bản đồ Trung Quốc ở châu Á và cũng như một bản đồ do người Nhật,[6] biên soạn vào thế kỷ 18,[7] đã xác định quần đảo Lưu Cầu như là một phần của Trung Quốc.[7][8]
2. Quần đảo Điếu Ngư được phía Nhật Bản kiểm soát dưới thời kỳ Chiến tranh Trung-Nhật lần thứ nhất (1894-1895) sau khi nhà Thanh nhượng quần đảo Điếu Ngư cho Nhật với hiệp ước Shimonoseki. Phía Trung Quốc cũng đưa ra dữ liệu từ bức thư của Bộ trưởng Bộ Ngoại giao Nhật Bản vào năm 1885, từ chối sáp nhập các đảo vào Nhật Bản vì lo ngại việc phản đối từ nhà Thanh cũng như chiến tranh xảy ra, cho thấy Nhật Bản biết rằng những hòn đảo này không phải là đất vô chủ.[7][8][9]
3. Tuyên bố Potsdam nói rằng "chủ quyền của Nhật Bản được giới hạn ở các đảo Honshū, Hokkaidō, Kyūshū, Shikoku và những hòn đảo nhỏ xung quanh được xác định", và "chúng tôi" tuyên bố Potsdam được đưa ra bởi, Mỹ, Anh và Trung Hoa Dân Quốc. Nhật Bản chấp nhận các điều khoản của Tuyên bố đầu hàng.[8][10][11]
4. Cả hai chính phủ Cộng hòa Nhân dân Trung Hoa và Trung Hoa Dân Quốc không bao giờ thông qua việc chuyển giao quyền kiểm soát các đảo cho Nhật Bản vào những năm 1970.

## Lập luận chủ quyền của Nhật Bản
Lập trường của phía Nhật Bản là quần đảo Senkaku là một lãnh thổ của mình và bác bỏ mọi lập luận từ phía Trung Quốc.
1. Phía Nhật Bản đã rà soát quần đảo và phát hiện rằng trên quần đảo không có người ở và sự hiện diện chủ quyền của nhà Thanh trên Senkaku.[12]
2. Những hòn đảo này không phải là một phần của đảo Đài Loan cũng như của quần đảo Bành Hồ, mà Nhật được nhượng lại từ nhà Thanh trong hiệp ước Shimonoseki,[12] cho nên Nhật không từ bỏ quần đảo trên do nó không nằm trong điều II của hiệp ước San Francisco.[13]
3. Mặc dù các đảo đã được kiểm soát bởi Hoa Kỳ như là một sự chiếm đóng từ năm 1945 đến 1972, Nhật Bản đã thực hiện quyền kiểm soát của mình trên các hòn đảo sau 1972.
4. Nhật Bản cáo buộc rằng Đài Loan và Trung Quốc chỉ bắt đầu tuyên bố quyền sở hữu các đảo vào năm 1971, sau khi một báo cáo của Liên Hợp Quốc (tháng 5 năm 1969) về việc dưới đáy biến xung quanh quần đảo có thể chứa một lượng dầu mỏ và khí đốt khổng lồ.[14][15][16]